# پیتر مارتل
پیتر مارتل (به ایتالیایی: Peter Martell) (زاده ۳۰ سپتامبر ۱۹۳۸-درگذشته ۱ فوریهٔ ۲۰۱۰) بازیگر ایتالیایی بود.
از فیلم‌های معروف او می‌توان به بازی در سرسخت و مقتدر، صحرای آتش، مکان قرار ملاقات و قاضی خونخوار اشاره کرد.